# Deep Shadows and Brilliant Highlights
Deep Shadows and Brilliant Highlights (englisch für Tiefe Schatten und glanzvolle Höhepunkte) ist das dritte Studioalbum der finnischen Rockband HIM. Es wurde am 27. August 2001 in Deutschland veröffentlicht.

## Albumtitel
Der Ausdruck Deep Shadows an Brilliant Highlights beschreibt die Vielfalt von Farbtönen in der Schwarz-Weiß-Fotografie. Die Band kam auf die Idee, diese Bezeichnung als Albumtitel zu benutzen, als sie mit einem Freund über Fotografie sprach.

## Albumcover
Wie schon bei den beiden vorherigen Covern gestaltete Janne Uotila (im Booklet unter dem Pseudonym Natas Pop vermerkt) das Cover. Die Fotos stammten von Jouko Lehtola. Ursprünglich hatten Uotila und Ville Valo ein Cover vorbereitet, das visuell zu den anderen passte. Es war in Lila-Tönen gehalten, zeigte Valo mit langen Haaren und einer Lederjacke. Der Schriftzug des Albumtitels reichte wie ein Heiligenschein kreisförmig um seinen Kopf herum, und an seinem Hals krochen schwarze Spinnen hinauf. BMG Finnland und Deutschland wären mit dem Cover zufrieden gewesen, aber BMG England, die Interesse an der Band zeigte, fand das Cover zu kitschig. Deshalb wurden neue Fotos mit dem Fotografen Rankin gemacht und ein neues Cover von Uotila gestaltet.
Passend zum Albumtitel ist es ein Schwarz-Weiß-Foto im Sinne von Deep Shadows an Brilliant Highlights. Die Schrift auf dem Cover ist silbern. Es ist das letzte Cover, auf dem ein Foto von Ville Valo abgebildet ist. Man sieht ihn mit langen Haaren, einer Zigarette in der Hand, Silberringen an den Fingern, einem Rosenkranz um den Hals und einer beschrifteten Jacke.
Das Booklet zeigt ein Bandfoto und alle Liedtexte sind in Valos Handschrift geschrieben. Die CD selbst hat einen pink-lila Farbverlauf, der wahrscheinlich noch auf das ursprüngliche Farbkonzept zurückzuführen ist.

## Entstehungsgeschichte
Mit dem Vorgängeralbum ist der Band der große Wurf gelungen, was ihren internationalen Durchbruch zur Folge hatte. Tourneen durch ganz Europa folgten, auf der die Lieder des Nachfolgealbums geschrieben wurden.
Im Oktober 2000, als die Band etwas Zeit zwischen dem Touren hatte, nahmen HIM in den Petrax Studios in Hollola (Finnland) Demos auf. Die Aufnahmen begleitete Timo Tapani Oksala. Sie wollten diese Demoversionen nur noch mastern und dann als Album herausbringen. Ihre Plattenfirma war aber nicht damit einverstanden ein Album nur mit „Demo“- Versionen, ohne Zuhilfenahme eines renommierten Produzenten, zu veröffentlichen. Deshalb überarbeiteten HIM die Lieder noch einmal mit T. T. Oksala und den Produzenten Kevin Shirley, John Fryer, Randy Staub und Chris Lord-Alge. Dadurch gab es von manchen Liedern bis zu vier Mixe (bzw. Remixe), und dies führte zu Unstimmigkeiten darüber, welche Versionen auf das Album kommen sollen. Das Album wurde letztendlich zwei- oder dreimal abgemischt. Love You Like I Do wurde von Ville Valo selbst gemixt.
Ville Valo erzählte 2002, dass sie zu lange im Studio gewesen seien und alles zusammen mit den Demos 11 Monate beansprucht habe. Die eigentlichen Aufnahmen dauerten ungefähr einen Monat, aber aufgrund von Terminen und Konzerten konnte nicht am Stück aufgenommen werden. Am Anfang hätten sie noch Spaß gehabt, aber am Ende hätte er sein Interesse am Album verloren, weil sich zu viele Leute einmischten und ihn das verunsicherte. Er sagte auch, dass er die ganze Tour über schlecht gelaunt war.
Ursprünglich wollte die Band das Album im Frühling fertig haben, aber durch die Verzögerungen wurde der Veröffentlichungstermin auf August verschoben. Das hatte zur Folge, dass sie die noch unveröffentlichten Lieder live bei Festivalauftritten spielen mussten, was zu noch mehr Missmut in der Band führte.

## Veröffentlichungen und Chartplatzierungen
Das Album erschien am 27. August 2001 zeitgleich in Finnland, Deutschland und anderen relevanten Ländern Europas. In Finnland erreichte es Rang 1 der Charts, in Deutschland immerhin Platz 2 (Platz 1 erreichten Pur mit einem Jubiläumsalbum). Dem Album wurden drei Singles ausgekoppelt (Pretending, In Joy and Sorrow, Heartache Every Moment & Close to the Flame). Davon konnte zwar nur Pretending in Finnland die Spitze der Charts erklimmen, doch verkauften sich alle Singles international mit Erfolg, allerdings schlechter als beim Vorgängeralbum. Von September bis Dezember 2001 folgte eine ausgedehnte Europa-Tournee.
Neben der Standard-Version erschien Deep Shadows and Brilliant Highlights auch als limitiertes Digipak mit zwei Bonusliedern. Zu Weihnachten 2001 erschien das Album zudem in einer Special Limited Album Edition mit drei Bonusliedern, zwei Musikvideos, neuem Cover und im Schuber.

## Musikstil und Thematik

### Musikstil
Das Album ist im Gegensatz zu den beiden vorherigen Alben sehr viel ruhiger ausgefallen. Fast die Hälfte des Albums sind Balladen (In Joy and Sorrow, Close to the Flame, Beautiful, Love you like I do). Auch die Struktur der Lieder fällt weniger komplex aus und folgt oft dem „Strophe – Refrain – Strophe“-Schema. Allerdings sind Soundeffekte wie indische Trommeln, Regen, Gewitter, Vogelgezwitscher und Kirchturmglocken untergebracht.
Please Don't Let It Go war ursprünglich schneller als auf dem Album. Im Internet ist nämlich ein Konzert von 2003 aufgetaucht, bei dem HIM diese schnelle Version spielten und Valo sagte es sei die originale Fassung des Liedes.

### Thematik
Die Texte drehen sich alle um die Themen: Beziehung, verlassen werden, zusammenbleiben. Also weicht Ville Valo auch beim 3. Studioalbum nicht von der Liebe als Thematik ab. Er sagte jedoch in einem Interview von 2001, dass im Unterschied zu den älteren Liedern, die Texte mehr seinen Gefühlen entsprächen, emotionaler und weniger fiktiv seien und er weniger religiöse Begriffe verwendet habe.
Man kann davon ausgehen, dass auch bei diesem Album, wie schon bei Razorblade Romance, seine damalige Freundin einen großen Einfluss auf die Texte hatte. Er gab zur Thematik des Albums aber ein eher allgemein gehaltenes Statement, das so wirkt als handle es sich nur um freundschaftliche Beziehungen:

„[…] Eigentlich geht es im ganzen Album um die gleiche fixierungs-mäßige Sache (fixation-like thing). Man realisiert man mag die Leute und es ist egal, wie die Stimmung ist. Egal, wie angepisst man ist, man merkt man muss mit diesen Menschen zusammen sein.“

Die Texte fallen mal mehr (Heartache Every Moment), mal weniger (Love you like I do) kitschig aus. Wobei man nicht außer Acht lassen sollte, dass Valo einen etwas speziellen Humor hat, so sagte er: „Wie kann jemand den Text von Heartache Every Moment ernst nehmen? – ‚From lashes to ashes, and from lust to dust, in your sweetest torment I’m lost’ ist nur ein amüsantes Wortspiel (fun figure of speech)“. Er tendiert oft zu Wortspielereien, bei denen es auf ähnlich klingende Wortkombinationen ankommt. Das mag bei einigen Kritikern auf Unverständnis stoßen, da aber ein Journalist einmal schrieb, Valo habe eine manische Depression, könnte es sich hierbei einfach um eine Auswirkung davon handeln, da manche Maniker eine Tendenz zu Wortspielen haben.
Die Texte von Deep Shadows and Brilliant Highlights sind oft auch auf eine naiv-ehrliche Art geschrieben (z. B. Beautiful oder Please don't let it go): „So please don’t let it go, please don’t let it go, 'cause if you won’t let it go, I won’t let it go“ („Also, bitte lass es nicht enden, bitte lass es nicht enden, denn, wenn du es nicht enden lässt, werde ich es auch nicht“).

## Kritik
Deep Shadows and Brilliant Highlights erschien ein Jahr nach Razorblade Romance. Kritiker bemängeln, dass das neue Album schnell produziert worden sei und die Lieder daher uninspiriert wirken, um rasch an den Erfolg des Vorgängers anknüpfen zu können. Der Sänger Ville Valo bezeichnete die Platte vor allem in Bezug auf den hohen Anteil ruhiger Lieder, sie sei weniger ein klassisches HIM-Album als vielmehr ein Ville-Valo-Soloalbum.

## Infos zu den Videoclips
- Pretending entstand in England und wurde von Kevin Godley gefilmt. Es ist ein Performancevideo, wofür alle Bandmitglieder auf einem Gestell vor- und zurückgeschwenkt wurden. Das Gestell sieht man im Video nicht. Ursprünglich war geplant, auch noch andere Szenen zu integrieren, z. B. waren am Set zwei Dragqueens, die auch auf dem Gestell gefilmt wurden, aber letztendlich wurde darauf verzichtet.[20]
- In Joy and Sorrow wurde im August 2001 in einem leerstehenden Lagerhaus gefilmt.[21] Es ist wieder ein Video ohne Storyline. Außerdem sieht man auch noch die anderen Bandmitglieder und ein Model (Nicolette Groeler), das immer wieder durchsichtig eingeblendet wird, vermutlich soll sie einen Geist darstellen. Regie führte John Hillcoat.
- Close to the Flame und Heartache Every Moment: Weil die Bandmitglieder zu diesem Zeitpunkt so zerstritten waren, dass sie kein Video zusammen machen wollten, wurden für die Videoclips dieser beiden Songs Aufnahmen von der Tour verwendet.[21] Die Band sah das Resultat erst nach Veröffentlichung. Man kann schon deutlich die schlechte Verfassung von Ville Valo sehen, der immer wieder mit Alkoholproblemen zu kämpfen hatte (in manchen Videoszenen hängt er förmlich am Mikrofonständer).[22] Von Heartache Every Moment gibt es noch einen zweiten Videoclip, der später auf der DVD Love Metal Archives vol 1 veröffentlicht wurde. Das Video wurde von Bam Margera, einem Freund und Fan der Band, zusammengestellt. Er war auch als Skateboarder und aus dem Fernsehen bekannt, deshalb enthält der Clip Ausschnitte aus Margeras Projekten und Ausschnitte von HIMs ersten Konzert in den USA im August 2001.

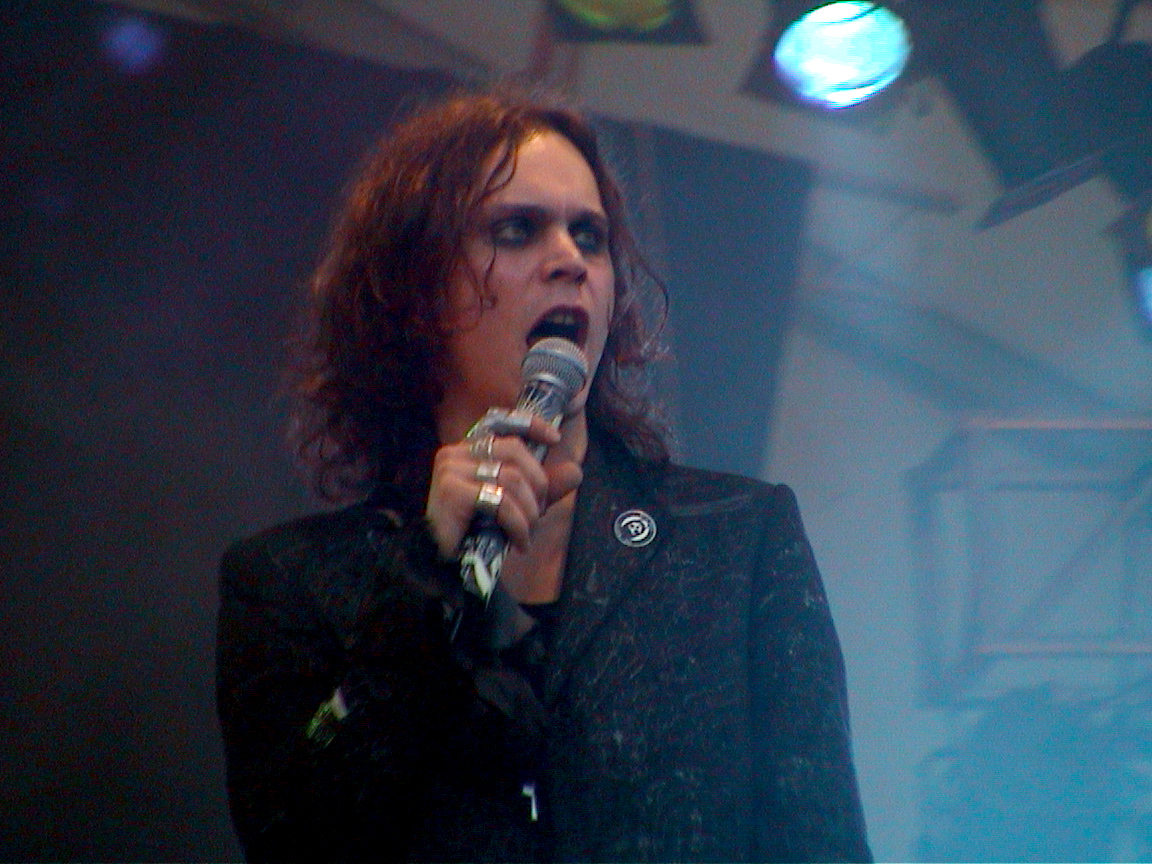
Ville Valo beim Ruisrock-Festival 2001

## Infos zu einzelnen Songs
- Love you like I do und Don’t close your heart haben HIM nie live gespielt.
- Laut Booklet spielt Eicca Toppinen von Apocalyptica Cello im Lied In Joy and Sorrow.[2] Im gleichen Lied hört man irgendwann eine flüsternde, murmelnde Geräuschkulisse im Hintergrund, bei der es sich um ein finnisches Gedicht handeln soll.
- In Salt in our Wounds kann man eine Kantele hören.[2]
- Am Anfang von Please don’t let it go hört man indische Trommeln (wahrscheinlich Tabla-Trommeln).[23]

## Sonstiges
- Für dieses Album kehrte Janne Puurtinen alias Emerson Burton als Keyboarder in die Band zurück. Jahre zuvor war er bereits Bandmitglied gewesen und ersetzte nun den aus privaten Gründen zurückgetretenen Juska Salminen (Zoltan Pluto). Da Zoltan Pluto am 1. Januar 2001 die Band verließ, spielte Ville Valo einen Teil der Keyboardparts auf dem Album, bevor Burton Mitglied wurde und die restlichen Parts einspielte.[8]

- Im August 2001 gewannen HIM den Viva Zwei Zuschauercomet bei der Viva Comet Preisverleihung (damals noch international ausgerichtet).[24]

- Auf der Deutschlandtour spielte und sang Ville Valo vor jedem Konzertauftritt ein Cover-Lied mit Akustikgitarre. Einige dieser Aufnahmen (meistens Audio) sind/waren im Internet zu finden. Er spielte u. a. Lonley Road (von Daniel Lioneye), Some Kind of Hate (Misfits), More or Less (Screaming Trees), The first cut is the deepest (Cat Stevens), Old Man (Neil Young), Poison Heart (Ramones)[25] Fade into you (von Mazzy Star)[26] und ein improvisiertes Lied namens Fade away.[27][28]

- Im September 2001 veröffentlichte HIM-Gitarrist Linde unter dem Künstlernamen Daniel Lioneye das Album The King of Rock’n’Roll. Es ist ein aus Spaß entstandenes Nebenprojekt an dem u. a. auch Mige (Bass) und Ville (Schlagzeug) beteiligt waren.

## Titelliste

### Deep Shadows and Brilliant Highlights(Standardversion) – 40:52
1. Salt in Our Wounds – 3:58
2. Heartache Every Moment – 3:56
3. Lose You Tonight – 3:42
4. In Joy and Sorrow – 4:00
5. Pretending – 3:55
6. Close to the Flame – 3:46
7. Please Don't Let It Go – 4:29
8. Beautiful – 4:33
9. Don't Close Your Heart – 4:39
10. Love You Like I Do – 5:14

### Bonustitel der limitierten Digipak Ausgabe – 51:47
1. You Are the One – 3:26
2. In Love and Lonely 3:47
3. Pretending (Musikvideo)

### Bonustitel der limitierten Weihnachts-Ausgabe – 1:04:53
1. Again – 3:41
2. In Joy and Sorrow (String version) – 5:04
3. Pretending (Cosmic Pope Jam) – 8:00
4. Pretending (Musikvideo)
5. In Joy and Sorrow (Musikvideo)

## Charts
In den österreichischen Charts hielt sich das Album 1 Woche auf Platz 1 und 13 Wochen in den Charts und wurde mit Gold ausgezeichnet.